# 利斯克 (密歇根州)
利斯克（英語：Liske）是位於美國密歇根州普雷斯克艾爾縣普瓦斯基鎮區的一個非建制地區。

## 地理
利斯克所處的海拔為高於海平面228米（即748英呎），而該地所採用的時區為UTC-5，即北美东部時區（EST）。同時該地設有夏令時間，為UTC-5調快一小時，即UTC-4（EDT）。